# Alter jüdischer Friedhof (Boulay-Moselle)

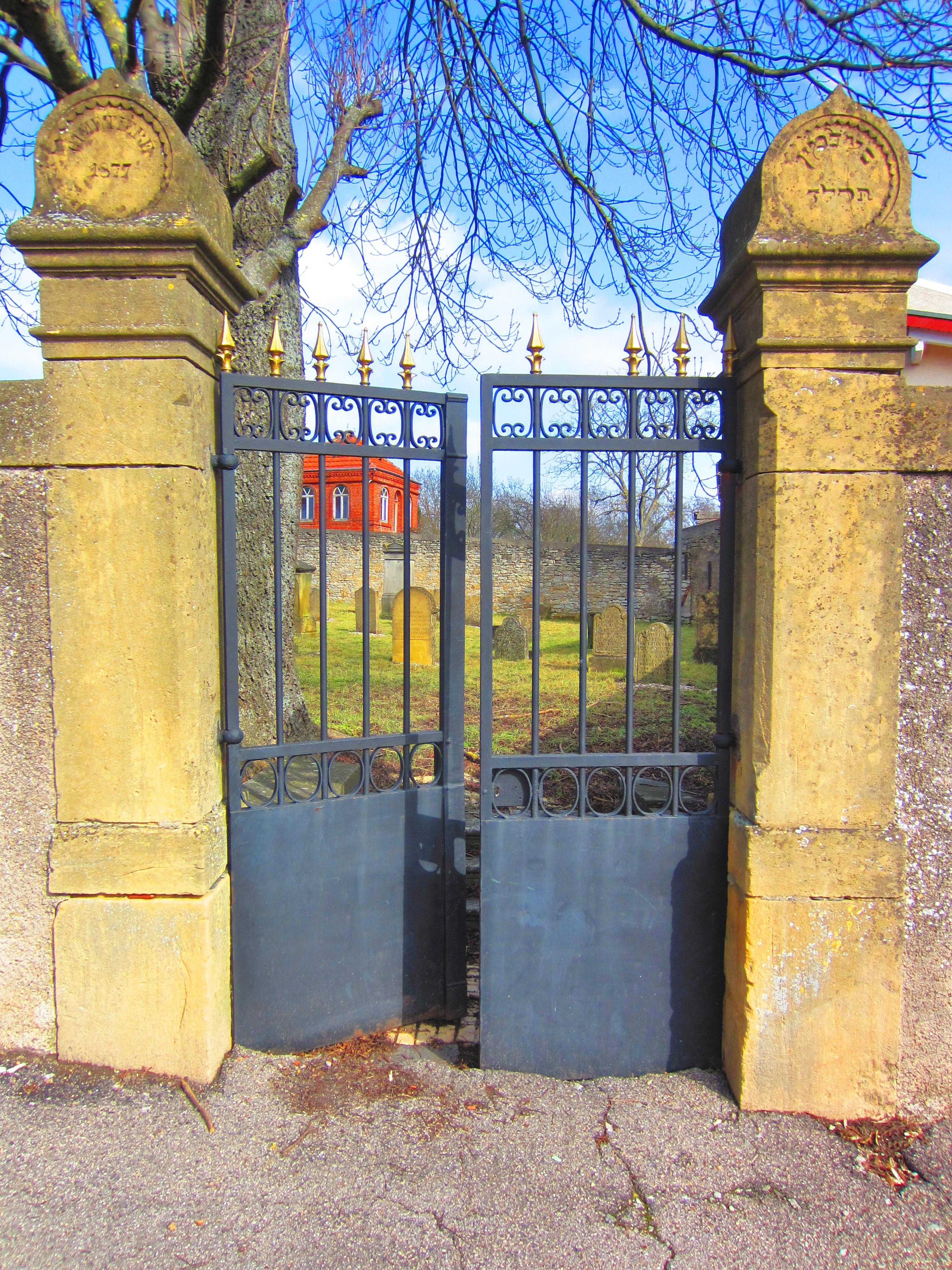
Eingang zum alten jüdischen Friedhof in Boulay-Moselle

Der Alte jüdische Friedhof in Boulay-Moselle, einer französischen Gemeinde im Département Moselle in der historischen Region Lothringen, wurde um 1720 angelegt. 
Der jüdische Friedhof befindet sich an der Rue de Sarrelouis. Auf dem Friedhof sind nur noch wenige Grabsteine erhalten.